# Рудник Чаулі
Рудник Чаулі – колишній гірничодобувний майданчик на сході Узбекистану.
Родовище Чаулі виявили у 1952 році в західному завершенні Чаткальського хребта, у сточищі річки Кизилсай (права притока Карасу, що в свою чергу є правою притокою Ахангарану). На тлі розгортання радянської ядерної програми його дуже швидко ввели в розробку, при цьому видобуток провадився підземним способом. Організаційно рудник належав до Підприємства № 24 (в подальшому Рудоуправління № 3) Комбінату № 6, що у 1967-му був перейменований на Ленінабадський гірничо-хімічний комбінат.
Розробка тривала до 1980 року та була припинена у зв’язку із вичерпанням запасів. Є відомості, що запаси родовища Чаулі склали 4500 тонн (в перерахунку на цільовий компонент).
За результатами розробки накопичилось 87 тисяч тонн відвалів з підвищеним рівнем небезпеки.
Також є інформація, що по завершенню видобутку урану певний час провадили видобуток флюориту (як джерело флуоридної кислоти також є матеріалом, що цікавить промисловість переробки урану).